# Саїд Гамулич
Саїд Гамулич (босн. Saïd Hamulić, нар. 12 листопада 2000, Лейдердорп) — боснійський та нідерландський футболіст, нападник нідерландського клубу «Вітесс» та національної збірної Боснії і Герцеговини.

## Клубна кар'єра
Народився 12 листопада 2000 року в місті Лейдердорп. Вихованець ряду невеликих нідерландських клубів, але на дорослому рівні не грав.
20 лютого 2021 року приїхав до Литви та підписав контракт з «ДФК Дайнава». Дебютував у цій команді 6 березня 2021 року в матчі проти «Невежисп» (0:2), відігравши весь матч. Перший гол забив 30 квітня 2021 року в матчі проти вільнюського «Жальгіріса» (1:5). Всього за цей клуб він провів 36 матчів, в яких забив 16 голів і віддав 2 гольові передачі.
У лютому 2022 року Гамулич був відданий в оренду до кінця 2022 року болгарському «Ботев» (Пловдив). Однак він провів лише один матч за другу команду, тому орендна угода була розірвана в середині березня. Натомість футболіст був відданий в оренду «Судуві», який виступав у литовській А-лізі, до 30 червня 2022 року.
12 липня 2022 року став гравцем польської «Сталі» (Мелець). Дебютував в Екстракласі 16 липня 2022 року в матчі проти «Леха» (2:0). Він вийшов на поле на 65-й хвилині, замінивши Миколая Лебединського. Свій перший гол забив через 9 днів у матчі проти «Радом'яка» (1:1). Всього за «Сталь» провів 17 ігор, забив 9 голів і на момент відходу з клубу був співлідером заліку бомбардирів сезону 2022/23.
24 січня 2023 року уклав контракт з клубом «Тулуза», який заплатив за гравця 2 млн євро. 8 лютого 2023 року він дебютував у своїй команді в кубковому матчі проти «Реймса». На 72 хвилині він вийшов на заміну замість Тейса Даллінга. 30 квітня 2023 року Гамулич виграв Кубок Франції зі своєю командою, але під час фіналу він був на лаві запасних. 14 травня 2023 року Гамуліч був одним із гравців, які відмовилися зіграти в матчі Ліги 1 проти «Нанта» у «веселковій» формі, яка була частиною загальнонаціональної кампанії проти гомофобії.
18 липня 2023 року Саїда було віддано в оренду у нідерландський «Вітесс» до кінця сезону з правом викупу. 11 серпня 2023 року в гостьовому матчі проти «Волендама» (2:1) Гамулич дебютував за «Вітесс». На 60-й хвилині він віддав результативну передачу Матейсу Тілемансу, який зрівняв рахунок. Станом на 22 листопада 2023 року відіграв за команду з Арнема 12 матчів в національному чемпіонаті.

## Виступи за збірну
Гамулич народився у Нідерландах, але мав право представляти Боснію і Герцеговину, оскільки його батьки походять з цієї країни, батько — з Цазина, а мати — з Босанської Крупи.
17 червня 2023 року дебютував в офіційних іграх у складі національної збірної Боснії і Герцеговини у матчі проти Португалії (0:3). На 71 хвилині він вийшов на заміну замість Адріана Леона Баришича.
| Дата       | Місто      | Господарі            | Результат | Гості                | Турнір            | Голи | Примітки |
| ---------- | ---------- | -------------------- | --------- | -------------------- | ----------------- | ---- | -------- |
| 17-6-2023  | Лісабон    | Португалія           | 3 – 0     | Боснія і Герцеговина | Відбір до ЧЄ 2024 | -    | 71'      |
| 20-6-2023  | Зениця     | Боснія і Герцеговина | 0 – 2     | Люксембург           | Відбір до ЧЄ 2024 | -    | 45'      |
| 8-9-2023   | Зениця     | Боснія і Герцеговина | 2 – 1     | Ліхтенштейн          | Відбір до ЧЄ 2024 | -    | 90+3'    |
| 16-10-2023 | Зениця     | Боснія і Герцеговина | 0 – 5     | Португалія           | Відбір до ЧЄ 2024 | -    | 65'      |
| 16-11-2023 | Люксембург | Люксембург           | 4 – 1     | Боснія і Герцеговина | Відбір до ЧЄ 2024 | -    | 79'      |
| 19-11-2023 | Зениця     | Боснія і Герцеговина | 1 – 2     | Словаччина           | Відбір до ЧЄ 2024 | -    | 87'      |
| Усього     |            | Матчів               | 6         |                      | Голів             | 0    |          |

## Титули і досягнення
- Володар Кубка Франції (1):

«Тулуза»: 2022/23